# Альціон мікронезійський
Альціо́н мікронезійський (Todiramphus cinnamominus) — вид сиворакшоподібних птахів родини рибалочкових (Alcedinidae). Ендемік Гуаму. Раніше вважався конспецифічним з рудоголовими і погнпейськими альціонами.

## Опис

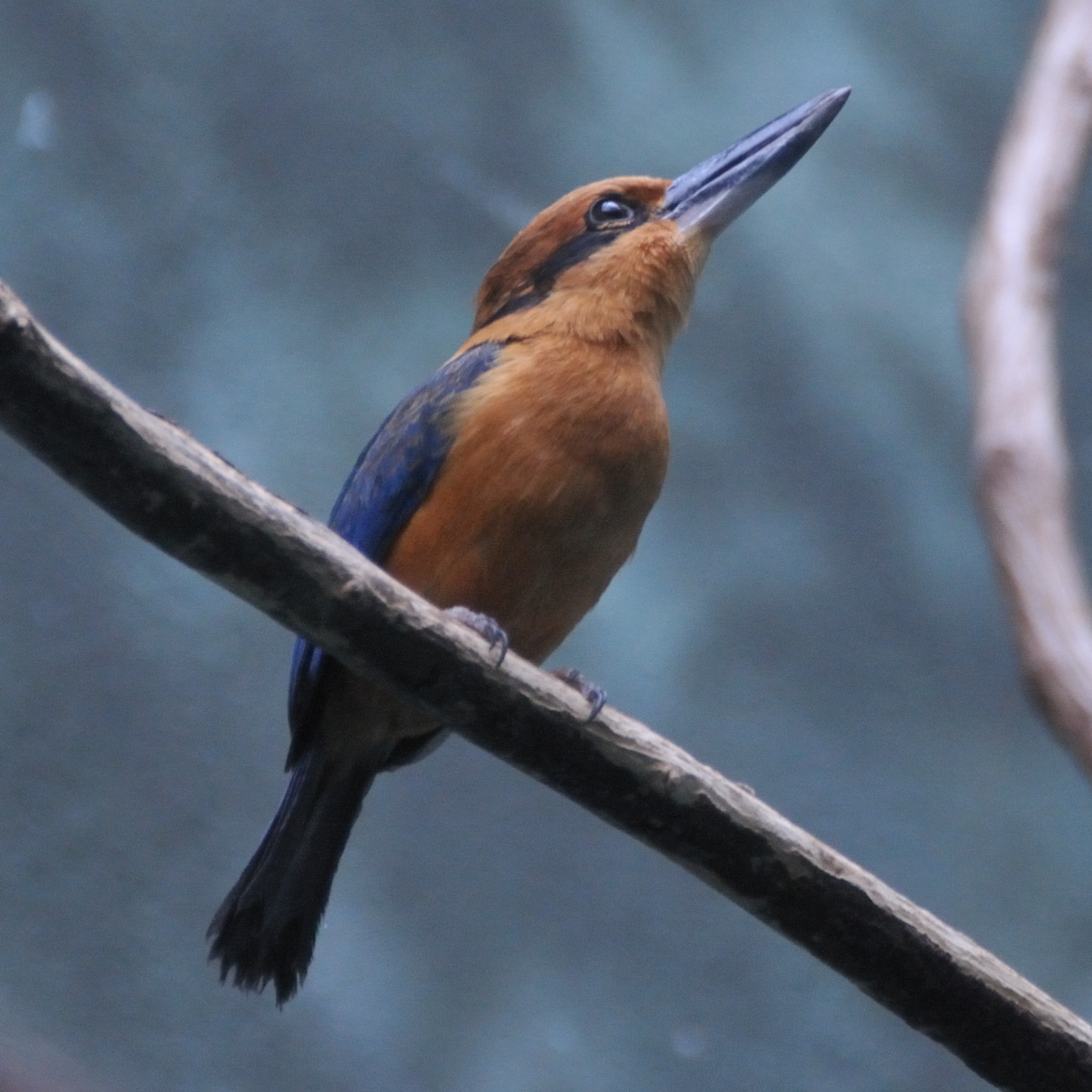
Мікронезійський альціон

Довжина птаха становить 20 см, самці важать 56—62 г, самиці 58—74 г. Верхня частина голови рудувато-іржаста, на обличчі тонка зеленувато-чорна «маска», що переходить в чорну смугу на задній частині шиї. Спина темна, блискуча, синьо-зелена, крила і хвіст фіолетово-сині. Нижня частина тіла руда. Дзьоб чорний. У самиць живіт білий.

## Таксономія
Підвид мікронезійського альціона T. c. miyakoensis, описаний японським орнітологом Нагаміці Куродою у 1919 році, відомий лише за голотипом, зібраним на острові Міяко у 1887 році. Однак деякі орнітологи вважають цей підвид сумнівним. Якщо мікронезійські альціони дійсно мешкали на островах Міяко, то вони, імовірно, вимерли наприкінці XIX століття.

## Поширення і екологія
Мікронезійські альціони жили в мангрових і тропічних лісах Гуаму, на узліссях, кокосових плантаціях і в садах. Вони живляться комахами, зокрема прямокрилими і цикадами, а також дрібними ящірками. Гніздяться в дуплах дерев, на висоті від 3 до 8 м над землею, в період з грудня по липень. Досягають статевої зрілості у віці 2 років, їхня загальна тривалість життя становить 15—20 років.

## Збереження
Мікронезійські альціони вимерли в дикій природі через появу на острові інтродукованих бурих бойг. Востаннє в дикій природі вони спостерігалися у 1988 році, однак перед тим, у 1986 році науковцям вдалося спіймати 29 птахів. Орнітологи ведуть програму з підтримки і збільшення популяції мікронезійських альціонів. У 2008 році в неволі проживало 100 птахів цього виду, у 2013 році — 124 птахи, у 2016 році — 145 птахів. Планується реінтродукція мікронезійських альціонів у дику природу, зокрема на атол Пальміра.